# Iglesia de San Antonio de Padua (Yalí)
La Iglesia de San Antonio de Padua es un templo colombiano de culto católico, bajo la advocación de San Antonio de Padua, está localizado en el Parque Principal de Yalí (Antioquia), y pertenece a la jurisdicción eclesiástica de la Diócesis de Santa Rosa de Osos. El edificio es de planta rectangular, su interior está dividido en tres naves, y su fachada principal de diseño moderno, cuenta con dos torres.

## Historia
En 1938, el Presbítero Joaquín Pablo Londoño había planeado un ensanche de la pequeña iglesia existente y alcanzó a iniciar algunos trabajos, cuando sucedió su retiro de la parroquia.
El Padre Jesús María Quijano queda al frente de la parroquia, y una de sus primeras intenciones fue construir un nuevo templo, conforme con las necesidades y crecimiento de la población, por lo cual puso todo su empeño, además contó con el apoyo y entusiasmo de los habitantes. En julio de 1942 se colocó y bendijo la primera piedra. En 1944, con la respectiva licencia de Obispo de la Diócesis de Santa Rosa de Osos, se estableció la “Junta de Fábrica” y se elaboró el presupuesto de gastos e inversiones. Para enero de 1945, se emprendieron los trabajos alrededor de la capilla, bajo la dirección de Juan Alzate, que veces hacía las tareas de director de la obra, constructor e interventor, con especial cuidado y habilidad, sin ser ingeniero ni arquitecto.
El Padre Quijano, enfocó toda su actividad, como sabía hacerlo, en la búsqueda y obtención de los recursos económicos y de los materiales para la obra. Obtuvo piedra en la vereda de Tacamocho y planeó los “convites de piedra”, en los que la población participaba acarreando el material al hombro y a lomo de mula, desde la cantera hasta el lugar de la edificación. Roberto Roldán, en su tejar igualmente de Tacamocho, produjo los ladrillos y cuñas ornamentales requeridos para la obra del tempo.
Juan Alzate se retira de la construcción, entró a reemplazarlo en la dirección de la obra, Joaquín Duque (el sordo Duque). Por problemas y dificultades de diversa naturaleza, fue necesario suspender la obra por cortos períodos, pero la estructura avanzaba, se le colocó techado al presbiterio, en 1950 con la nave occidental construida, se trasladó el santísimo sacramento, se puso en servicio el templo y se dio paso a la demolición de la antigua iglesia que sirvió durante 40 años. La obra continuaba, se terminó la cubierta, los muros, las columnas, los artísticos vitrales y las sacristías. La construcción del techo, con maderas finas, estuvo a cargo del carpintero Antonio Barrera.
Cuando llegó el día del retiro del Padre Quijano de la Parroquia, el templo se encontraba en obra negra, pero en funcionamiento. Los sucesivos párrocos continuaron la labor de acabados y decoración. El Presbítero Guillermo Yepes, construyó los altares y el atrio; este último tocó después que modificarlo. El padre Rafael Zuluaga sé propuso levantar las torres de la iglesia, contó con el diseño del arquitecto Gustavo Moreno Llano y con Joaquín Duque y Abraham García, como maestros de obra, quienes levantaron en ladrillo dichas estructuras, con vanos en forma de cruz. Pero por desgracia, según revelación del mismo arquitecto, no se realizó cálculo de resistencias, porque el párroco no lo juzgó necesario.
Posteriormente llegó como nuevo párroco el Presbítero Hildebrando Botero, que halló la obra negra del templo terminada y siguió dándole acabados. Se encargó de los cielos rasos, labor que realizó Francisco Villada. Revocó todas las paredes del templo, pavimentó el presbiterio, las sacristías y el piso de la iglesia, con granito.
Otra de las metas del Presbítero Hildebrando Botero fue la de obtener el reloj para las torres, y que fuera útil a los habitantes del pueblo. Pensó adquirir uno de marca española, pero se decidió por el Taller de Mecánica Industrial San Rafael para que fabricara un reloj fino, de buena calidad y con cuatro caras, que diera horas y medias-horas utilizando las campanas sonoras que había traído el Padre Londoño. Las caras de forma circular de metro y medio de diámetro. En una torre se colocaron tres caras y la cuarta en la otra torre, que funcionaba con un mecanismo especial conectado a la torre del reloj. Este tuvo un costo de $25.000.00 y con los gastos de instalación el valor ascendió a $30.000.00.
Funcionó bien, sin contratiempos a partir de mayo de 1967 hasta el 29 de julio del mismo año, cuando un sismo derrumbó una de las torres y la otra quedó seriamente afectada, por lo cual se desarmó el reloj y se demolió dicha torre. Esta desventura llenó de amargura al Padre Botero. Pasado un tiempo, a otro párroco le tocó reconstruir las torres, se volvió a instalar con sus cuatro caras en una sola torre, y hoy en día sigue funcionando correctamente.